# Шайба (хоккей)
Хоккейная шайба — спортивный снаряд для игры в хоккей с шайбой. Хоккейная шайба изготовлена из пластика или вулканизированной резины. Цвет игровой шайбы — чёрный, утяжелённой тренировочной — оранжевый, облегченной тренировочной — синий, для тренировок вратарей — белый. Размеры шайбы: толщина 2,54 см (1 дюйм), диаметр 7,62 см (3 дюйма), вес 156—170 граммов. Шайба замораживается несколько часов перед игрой для того, чтобы предотвратить подпрыгивание.
Во время игры хоккейные шайбы после броска хоккеиста достигают больших скоростей (порядка 190 км/ч у профессиональных игроков и 80 км/ч у начинающих хоккеистов). Сила удара шайбы (567 Н на максимальной скорости) позволяет ей разбить пластиковое ограждение для защиты зрителей толщиной в несколько сантиметров или серьёзно повредить защитный шлем хоккеиста и из-за этого представляет опасность для хоккеистов и зрителей. Удар шайбой является причиной 16-18 % травм хоккеистов при игре в хоккей.
Для защиты зрителей от удара шайбы борта хоккейной площадки наращиваются специальным защитным стеклом, а трибуны, расположенные за воротами, должны быть также отгорожены специальной защитной сеткой. Были случаи травмирования зрителей вылетевшей за борт шайбой.
Вращающаяся шайба, скользящая по поверхности льда, проходит до остановки большее расстояние, чем невращающаяся. По этой причине опытные хоккеисты при броске «закручивают» шайбу, то есть придают ей вращательное движение вокруг вертикальной оси. Объясняется это тем, что силы трения скольжения, которые не зависят от скорости, действующие на отдельные элементы невращающейся шайбы, направлены в одну сторону противоположно направлению её скорости. При вращении шайбы эти силы трения при прежних абсолютных значениях направлены по-разному для различных элементов шайбы и их векторная сумма по величине меньше, чем в случае невращающейся шайбы.

## Происшествия
16 марта 2002 года 13-летняя американская хоккейная болельщица Британи Сесил (Brittanie Cecil) получила травму в височную область во время матча между командами НХЛ «Коламбус Блю Джекетс» и «Калгари Флэймз» на стадионе «Нэшнуайд-арена» в Огайо. Хоккейная шайба, пущенная игроком команды «Коламбус Блю Джекетс» Эспеном Кнутсеном, пролетела над стеклянным ограждением в сторону зрителей. Британи была доставлена в больницу, где некоторое время спустя скончалась.